# Willem Arnold de Vries Robbé
Willem Arnold de Vries Robbé (Amsterdam, 3 december 1902 - Blaricum, 9 mei 1996) was een Nederlands (alt-)violist en op bescheiden schaal ook componist.
Hij was zoon van Alice Joynson en ingenieur Herman de Vries Robbé, onder andere directeur van de Wester Suikerraffinaderij. Hijzelf was getrouwd met Anna Margaretha Bergmans (1904-2002), die enigszins bekend werd als schrijfster (Nesthaartjes in bundel Waar kinderen wonen). Ze werden beiden begraven op Algemene begraafplaats De Woensberg in Blaricum. Dochter Alice trouwde met burgemeester Loek des Tombe; zoon Arthur was echtgenoot van Fia Polak (1929-2012), schrijfster van Oorlogsverslag van een 16-jarig joods meisje en oprichtster van het joodse vrouwenblad Kolenoe; ze overleefde Auschwitz-Birkenau.
Hij pakte zijn muziekstudie op tijdens of na zijn middelbare school, Amsterdams Lyceum. Hij kreeg zijn muziekopleiding aan het Conservatorium van Amsterdam bij docenten Herman Leijdensdorff (viool en altviool) en Sem Dresden. Hij zou echter geen (grote) naam maken als concertviolist, maar meer als muziekpedagoog in Lunteren en Blaricum. De Algemene muziek encyclopedie geeft als belangrijkste werken de Concertino voor fluit, harp en orkest uit 1950, Concerto pastorale (1962), Concertino voor fluit en strijkorkest (1966) en Sonatine voor viool en piano (1968). Daarna volgden voor het overgrote deel composities binnen de kamermuziek (kleine bezettingen), soms met afwijkende combinaties zoals Butterflies voor solo vibrafoon en Variaties voor drie fagotten. Zijn laatste werk zou Zwerver en elven zijn, een toonzetting van een tekst van Martinus Nijhoff. Donemus wijst op zijn importantie binnen het oeuvre voor de dwarsfluit.
- Bibliothèque nationale de France: cb17949123m (data)
- Gemeinsame Normdatei: 113182427X
- International Standard Name Identifier: 0000 0000 2523 5245
- Library of Congress Control Number: n79085309
- Nederlandse Thesaurus van Auteursnamen: 087274035
- Virtual International Authority File: 54571316
- WorldCat: E39PBJwxJYYygbrqmKhcjTF9Xd